# Tetragonurus
Tetragonurus är ett släkte av fiskar. Tetragonurus ingår i familjen Tetragonuridae.
Arterna förekommer i tropiska och subtropiska hav över hela världen. De äter troligen nässeldjur och kammaneter.
Tetragonurus är enda släktet i familjen Tetragonuridae.
Arter enligt Catalogue of Life:
- Tetragonurus atlanticus
- Tetragonurus cuvieri
- Tetragonurus pacificus